# Lillian Smith
Pour les articles homonymes, voir Smith.
Lillian Eugenia Smith, née le 12 décembre 1897 et mort le 28 septembre 1966, est une autrice et critique sociale du Sud des États-Unis connue principalement pour son roman Strange Fruit publié en 1944. Femme blanche, elle adopte ouvertement des positions controversées sur l'égalité de race et de genre, émet une critique radicale de la ségrégation raciale et tente de faire abolir les lois Jim Crow à une époque où de telles positions garantissaient un ostracisme social.

## Éducation
Née le 12 décembre 1887 dans une famille importante de Jasper en Floride, elle est la septième de neuf enfants. Sa vie change brusquement en 1915, lorsque son père fait faillite. La famille décide alors de déménager dans leur résidence d'été à Clayton en Géorgie, où son père crée le Laurel Falls Camp, une institution pour jeunes filles, en 1920.
Elle étudie la musique à Baltimore en 1917 et 1919. Elle aide ensuite ses parents à gérer un hôtel et enseigne dans deux écoles.
En 1922, elle se rend en Chine pour devenir directrice de la musique dans une école méthodiste pour jeunes filles à Huzhou (maintenant Wuxing, Zhejiang). Même si elle ne fréquentait pas l'église et ne se considérant pas comme une personne religieuse, cette période à l'étranger lui fait prendre conscience du double standard en vigueur dans son pays natal compte tenu des similitudes entre le statut des Chinois et celui des Afro-Américains. Durant son séjour, elle étudie la philosophie chinoise.
En raison de la santé déclinante de son père, elle rentre aux États-Unis en 1925 et prend la direction du Laurel Falls Camp, position qu'elle assumera jusqu'en 1948. Sous sa direction, cette institution devient bientôt populaire en raison de son approche innovante en éducation pour l'enseignement des arts, de la musique, du théâtre et de la psychologie moderne. Son père meurt en 1930 et elle a l'entière responsabilité de l'entreprise familiale et de sa mère malade.

## Carrière
Lorsqu'elle prend la direction de Laurel Falls, Lillian Smith entre en relation de couple avec une des conseillères du camp, Paula Snelling. Cette relation durera toute sa vie.

### Un magazine littéraire
En 1936, elles commencent à publier ensemble un magazine littéraire trimestriel, Pseudopodia, qui encourage les écrivains, noirs ou blancs, à rendre compte honnêtement des réalités de cet état du sud, afin de susciter des réformes sociales et économiques et de réduire les injustices. Le magazine étant de plus en plus connu dans la région pour son contenu progressiste, il change de nom afin de mieux refléter son audience. En 1937, Pseudopodia devient North Georgia Review et en 1942 il devient South Today jusqu'à sa disparition en 1945. Tous les exemplaires du magazine sont accessibles en ligne grâce à l'Université Piedmont située à Demorest.

### Strange Fruit
En 1944, elle publie son roman le plus connu, Strange Fruit, qui aborde le sujet alors interdit d'une relation amoureuse entre un jeune blanc de famille riche et une servante noire très éduquée dans le contexte d'une petite ville de Géorgie. L'ouvrage suscite aussitôt une intense controverse et, en dépit d'une réception critique élogieuse, il est interdit par la censure à Boston et Détroit en raison de son obscénité. Strange Fruit est également interdit de distribution par le service postal, mais cette interdiction sera levée par le président Franklin D. Roosevelt à la demande de sa femme, Eleanor Roosevelt.

### Killers of the Dream
En 1949, Smith poursuit sa critique frontale du racisme dans le livre Killers of the Dream, qui regroupe des essais visant à identifier, contester et démanteler les traditions locales racistes en affirmant que la ségrégation corrompt la personne. Écrit à la façon d'une confession et très critique envers les sudistes modérés, cet ouvrage se heurte au silence de la critique et de la communauté littéraire.

## Activisme en faveur des droits civiques
Smith commence à discuter ouvertement du problème de la ségrégation durant sa période de conseillère à Laurel Falls. Elle utilise sa position pour discuter de questions sociales d'actualité, tels les dangers de l'inégalité et la situation de la femme.
En 1955, lorsque le mouvement américain des droits civiques captive la nation tout entière, Lillian Smith avait rencontré ou correspondu depuis des années avec nombre de noirs et de blancs progressistes. À la suite des jugements Brown v. Board of Education de la Cour suprême, qui déclare la ségrégation scolaire illégale, elle écrit Now Is the Time (1955), demandant l'application du jugement, qu'elle désigne comme la Magna Carta de tous les enfants.

## Mort
Atteinte d'un cancer du sein au début des années 1950, elle combat la maladie durant des années et meurt le 28 septembre 1966. Son livre The Journey (1954) rend compte de cette lutte contre le cancer. Elle est enterrée à Screamer Mountain, Clayton, Géorgie.

## Postérité
Strange Fruit est son ouvrage le plus célèbre et a été traduit en 15 langues. Ses autres œuvres, notamment Killers of the Dream sont en voie de redécouverte en raison de leur caractère révolutionnaire et de leur style novateur. Lillian Smith est reconnue comme une des premières blanches du Sud à dénoncer le racisme et la ségrégation. La conviction qui l'a animée toute sa vie est résumée dans le discours par lequel elle accepte le prix Charles S. Johnson de l'université Fisk en 1966 : « La ségrégation est un fléau. Il n'y a rien qui puisse autant déshumaniser les hommes que la ségrégation. »
En 1968, le prix littéraire Lillian Smith Book Award est créé afin de récompenser chaque année les auteurs qui, par une œuvre mettant en scène le sud des États-Unis, continuent à explorer les inégalités raciales et à proposer un idéal de justice et de compréhension mutuelle .

## Œuvres
- Strange fruit, traduit par Edith Berdonneau et Denyse Berdonneau, Paris, Phébus, 2006.  (ISBN 9782752900777)